# Lassouche
Pierre-Jules Bouquin de La Souche, dit Lassouche, est un acteur français né  à Paris le 9 avril 1828,, et mort à Paris 9e le 29 avril 1915.

## Biographie
Fils d'un libraire-éditeur, il fait ses débuts au théâtre Montmartre en février 1850 puis au théâtre des Batignolles. Après deux ans à Bruxelles, il rentre à Paris avec un engagement au théâtre Beaumarchais puis, en 1854, à la Gaîté où il se spécialise dans les rôles comiques. Le 1er avril 1858, il passe au théâtre du Palais-Royal, où il restera près de vingt ans, y créant de nombreuses pièces d'Eugène Labiche (En avant les Chinois !, La Station Champbaudet, La Cagnotte, Célimare le bien-aimé, 29 degrés à l'ombre, Le Prix Martin...), de  Meilhac et Halévy (La Boule, Le Réveillon...) et les opérettes d'Offenbach (Le Château à Toto, La Vie parisienne).
Pressenti pour prendre la direction des Variétés, il les intègre - sans obtenir le poste - en octobre 1877. Il y crée des opérettes d'Hervé (Lili, Niniche, La Roussotte, La Cosaque...) aux côtés d'Anna Judic et de nombreuses revues. En semi-retraite à partir de 1896, il est victime d'un accident lors de la Revue des Variétés du 3 décembre 1901, un décor lui brisant une jambe. Il rédige pendant sa convalescence des Mémoires anecdotiques, puis se retire définitivement de la scène après une représentation de profit, le 7 mai 1903.
Il est également l'auteur de nombreuses comédies parmi lesquelles Les Filles de Robinson (1867), À chacun son plumet (1872), Morphée aux Enfers (1874) et Le Hanneton de la châtelaine (1877). Il est inhumé le 1er mai 1915 au cimetière parisien de Saint-Ouen,

## Théâtre
- 1855 : Le Sergent Frédéric de Louis-Émile Vanderburch et Dumanoir, comédie-vaudeville en cinq actes, théâtre de la Gaîté : Fanferlich
- 1864 : Les Femmes sérieuses de Paul Siraudin, Alfred Delacour et Ernest Blum, théâtre du Palais-Royal
- 1892 : Brevet supérieur de Henri Meilhac, théâtre des Variétés
- 1897 : La Montagne enchantée d'Émile Moreau et Albert Carré, musique André Messager et Xavier Leroux,  théâtre de la Porte-Saint-Martin